# Spada da esecuzione
La spada da esecuzione era l'arma manesca utilizzata dal boia per le esecuzioni dei condannati alla pena capitale mediante decapitazione. In Europa si diffuse durante il Rinascimento e cadde in disuso dal volgere del XVIII secolo, con l'introduzione della ghigliottina. L'ultimo europeo giustiziato con una spada fu lo svizzero Héli Freymond, decapitato a Moudon per omicidio nel 1868.
In Europa, la spada da esecuzione, sviluppata dal modello della spada a due mani del Tardo Medioevo, ha lama diritta, priva di punta. In Asia e in Africa, invece, l'arma ha solitamente lama ricurva, dal profilo spesso particolarmente movimentato. Nelle culture del continente africano, la spada da esecuzione è quasi sempre simbolo di potere del sovrano.

## Tipologia
- In Europa, la spada da esecuzione si diffuse durante il Rinascimento, prendendo a modello la massiccia spada a due mani delle forze di fanteria: lo Zweihänder. Rispetto all'archetipo dello spadone, la spada destinata al boia aveva lama della medesima larghezza ma sensibilmente più corta e completamente priva di punta. Decorata con incisioni raffiguranti scene di tortura, patiboli o simboli religiosi (molto diffusa la Crocifissione di Gesù), presentava presso il vertice tre fori detti "gocciolatoi del sangue" (gouttières à sang in lingua francese). L'impugnatura dell'arma era a due mani, con pomolo pronunciato per garantire una presa solida, e i bracci della crociera sono diritti, non molto pronunciati.
- Nell'Africa Centrale (fond. bacino del fiume Congo), la spada da esecuzione era un pesante falcione con lama simile a quella del khopesh dell'Antico Egitto, difficilmente più lungo di 80 cm. L'arma aveva un fortissimo significato simbolico nella cultura tribale locale ed era attributo precipuo del sovrano[1]. (v. Ngulu);
- Nell'India dei Moghul la spada da esecuzione era un talwar (variante indiana della scimitarra) con lama molto più larga e massiccia, la Tegha. Il medesimo accorgimento si osserva anche nei reperti provenienti da altre compagini statali costituite dai turchi, come l'Impero ottomano;
- In Cina, la spada da esecuzione era un dao (sorta di corta scimitarra) con lama corta e priva del caratteristico contro-taglio;
- Durante la seconda guerra mondiale la marina giapponese ricorse alla tradizionale spada katana per la sommaria esecuzione dei prigionieri di guerra.

## Galleria d'immagini

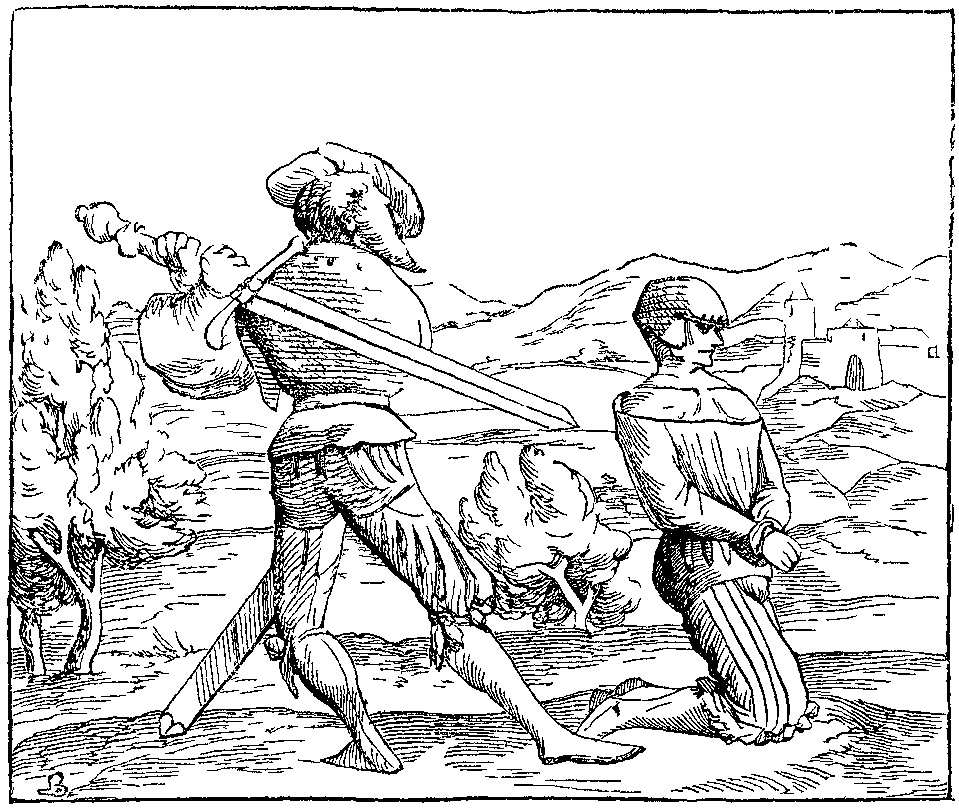
Decapitazione a mezzo spada - Cosmographia universalis di Sebastian Münster (1544)
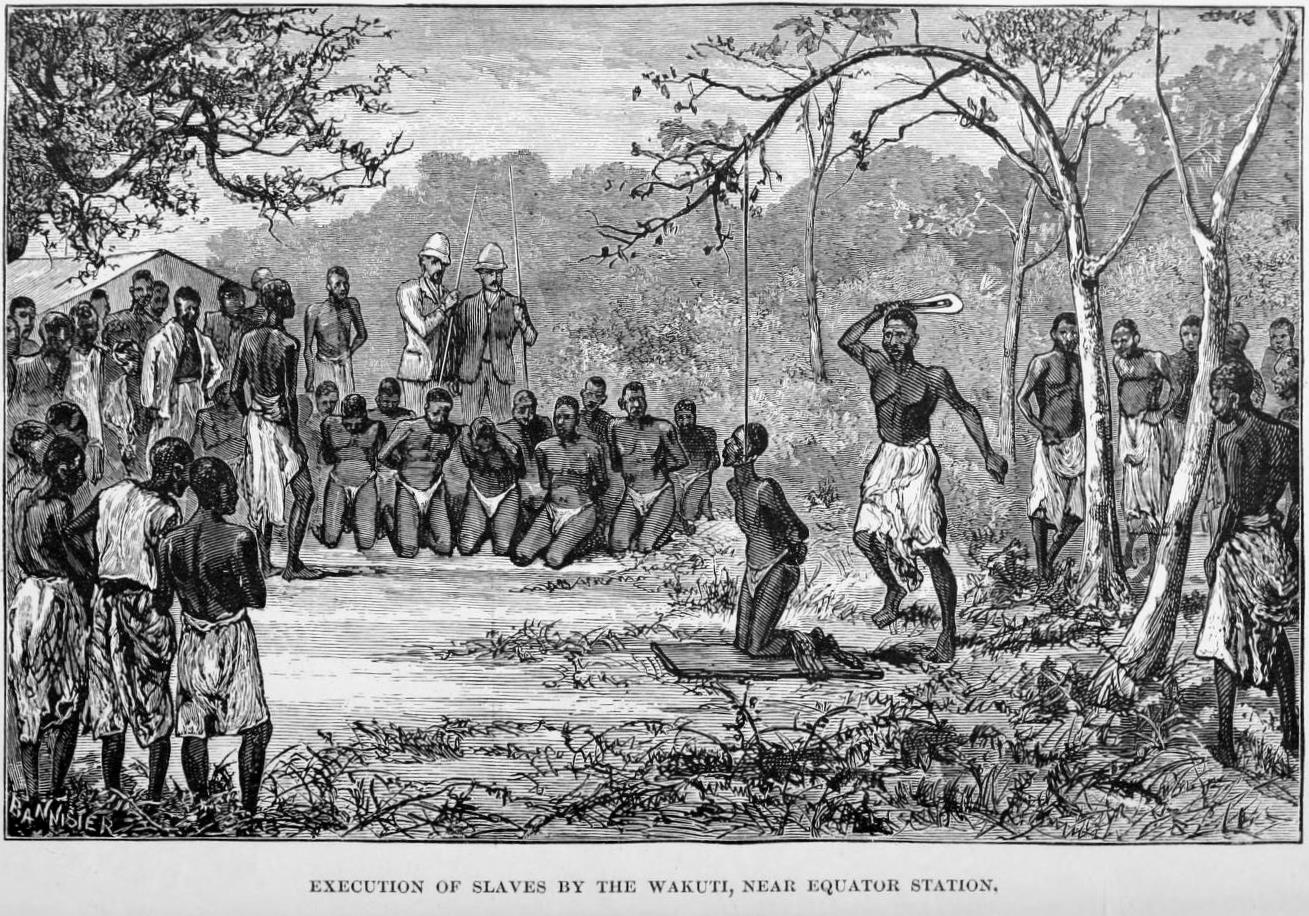
Decapitazione a mezzo spada di schiavi in Africa - The Congo and the founding of its free state di Henry Morton Stanley (1885)
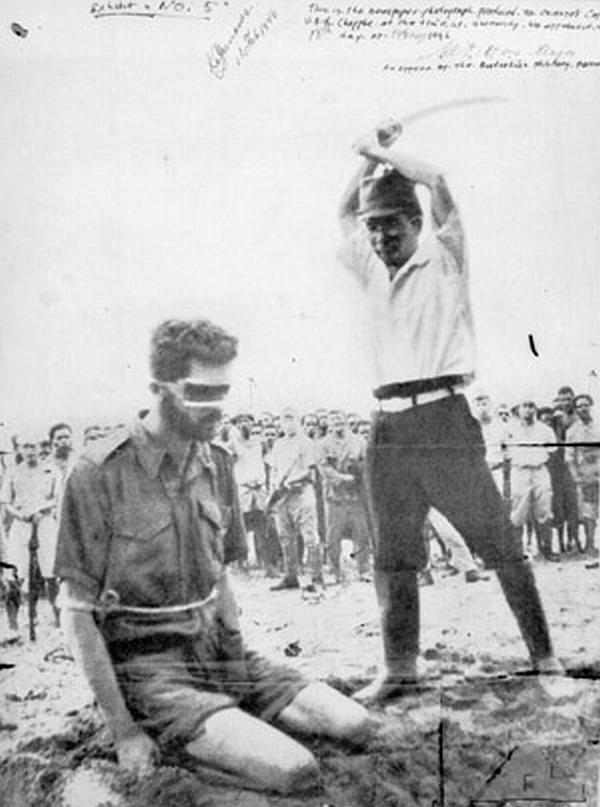
Decapitazione a mezzo spada di un prigioniero di guerra australiano da parte della Marina giapponese (1943)